# Iván Hurtado
Pour les articles homonymes, voir Hurtado.
Iván Jacinto Hurtado Angulo, né le 16 août 1974 à Esmeraldas (Équateur), est un footballeur international équatorien. Il joue au poste de défenseur avec l'équipe d'Équateur et le club de SD Quito.
Surnommé Bam Bam, il est le joueur de football qui compte le plus d'apparitions en équipe d'Équateur (168 sélections). Il est également connu pour sa longévité en sélection nationale (22 ans et 143 jours, de 1992 à 2014).

## Carrière

### En club
- 1988-1992 : Esmeraldas Petrolero -  Équateur
- 1992-1995 : CS Emelec -  Équateur
- 1995-1999 : Atlético Celaya -  Mexique
- 1999-2001 : Tigres UANL -  Mexique
- 2001-2001 : La Piedad -  Mexique
- 2001-2002 : Barcelona SC -  Équateur
- 2002-2003 : Real Murcie -  Espagne
- 2003-2004 : CF Pachuca -  Mexique
- 2004-2005 : Al Arabi Doha -  Qatar
- 2005-2006 : Atlético Nacional -  Colombie
- 2007 : Barcelona SC -  Équateur
- 2008 : Millonarios -  Colombie
- 2009-2010 : SD Quito -  Équateur
- 2011 : Barcelona SC -  Équateur
- 2012 : CD Grecia de Chone -  Équateur

### En équipe nationale
Il a représenté l'Équateur pour la première fois à quatorze ans en faisant partie de l'équipe d'Équateur des moins de 16 ans. Il reçut sa première cape le 24 mai 1992 à l'occasion d'un match contre l'équipe du Guatemala. Il n'avait que 17 ans.
Il a disputé quatre tournois de qualification à la coupe du monde et six éditions de la Copa América.
En juin 2002, le sélectionneur Hernán Darío Gómez annonce qu'Ivan Hurtado est retenu dans la liste des 23 joueurs pour jouer la Coupe du monde 2002 au Japon.
Quatre ans plus tard, il est de nouveau convoqué par Luis Fernando Suárez pour participer à la Coupe du monde 2006 en Allemagne avec l'Équateur.

## Statistiques

### En sélection nationale
| Saison                | Sélection             | Phases finales        | Phases finales | Phases finales | Phases finales | Éliminatoires CDM | Éliminatoires CDM | Éliminatoires CDM | Matchs amicaux | Matchs amicaux | Matchs amicaux | Gold Cup 2002 | Gold Cup 2002 | Gold Cup 2002 | Total | Total | Total |
| Saison                | Sélection             | Compétition           | M              | B              | Pd             | M                 | B                 | Pd                | M              | B              | Pd             | M             | B             | Pd            | M     | B     | Pd    |
| --------------------- | --------------------- | --------------------- | -------------- | -------------- | -------------- | ----------------- | ----------------- | ----------------- | -------------- | -------------- | -------------- | ------------- | ------------- | ------------- | ----- | ----- | ----- |
| 1991-1992             | Équateur              | -                     | -              | -              | -              | -                 | -                 | -                 | 3              | 1              | 0              | -             | -             | -             | 3     | 1     | 0     |
| 1992-1993             | Équateur              | Copa América 1993 4e  | 3              | 0              | 0              | 1                 | 0                 | 0                 | 4              | 0              | 0              | -             | -             | -             | 8     | 0     | 0     |
| 1993-1994             | Équateur              | -                     | -              | -              | -              | 8                 | 0                 | 0                 | -              | -              | -              | -             | -             | -             | 8     | 0     | 0     |
| 1994-1995             | Équateur              | Copa América 1995     | 3              | 0              | 0              | -                 | -                 | -                 | 7              | 1              | 0              | -             | -             | -             | 10    | 1     | 0     |
| 1995-1996             | Équateur              | -                     | -              | -              | -              | 3                 | 0                 | 0                 | 1              | 0              | 0              | -             | -             | -             | 4     | 0     | 0     |
| 1996-1997             | Équateur              | Copa América 1997     | -              | -              | -              | 8                 | 1                 | 0                 | 2              | 0              | 0              | -             | -             | -             | 10    | 1     | 0     |
| 1997-1998             | Équateur              | -                     | -              | -              | -              | 3                 | 0                 | 0                 | -              | -              | -              | -             | -             | -             | 3     | 0     | 0     |
| 1998-1999             | Équateur              | Copa América 1999     | 3              | 0              | 0              | -                 | -                 | -                 | 7              | 0              | 0              | -             | -             | -             | 10    | 0     | 0     |
| 1999-2000             | Équateur              | -                     | -              | -              | -              | 5                 | 0                 | 0                 | 4              | 0              | 0              | -             | -             | -             | 9     | 0     | 0     |
| 2000-2001             | Équateur              | Copa América 2001     | 3              | 0              | 0              | 7                 | 0                 | 0                 | 3              | 0              | 0              | -             | -             | -             | 13    | 0     | 0     |
| 2001-2002             | Équateur              | Coupe du monde 2002   | 3              | 0              | 0              | 5                 | 0                 | 0                 | 6              | 1              | 0              | 2             | 0             | 0             | 16    | 1     | 0     |
| 2002-2003             | Équateur              | -                     | -              | -              | -              | -                 | -                 | -                 | 8              | 1              | 0              | -             | -             | -             | 8     | 1     | 0     |
| 2003-2004             | Équateur              | Copa América 2004     | 3              | 0              | 0              | 7                 | 0                 | 0                 | 2              | 0              | 0              | -             | -             | -             | 12    | 0     | 0     |
| 2004-2005             | Équateur              | -                     | -              | -              | -              | 8                 | 0                 | 0                 | 3              | 0              | 0              | -             | -             | -             | 11    | 0     | 0     |
| 2005-2006             | Équateur              | Coupe du monde 2006   | 3              | 0              | 0              | 2                 | 0                 | 0                 | 3              | 0              | 0              | -             | -             | -             | 8     | 0     | 0     |
| 2006-2007             | Équateur              | Copa América 2007     | 2              | 0              | 0              | -                 | -                 | -                 | 6              | 0              | 0              | -             | -             | -             | 8     | 0     | 0     |
| 2007-2008             | Équateur              | -                     | -              | -              | -              | 5                 | 0                 | 0                 | 4              | 0              | 0              | -             | -             | -             | 9     | 0     | 0     |
| 2008-2009             | Équateur              | -                     | -              | -              | -              | 7                 | 0                 | 0                 | 3              | 0              | 0              | -             | -             | -             | 10    | 0     | 0     |
| 2009-2010             | Équateur              | -                     | -              | -              | -              | 4                 | 0                 | 0                 | 3              | 0              | 0              | -             | -             | -             | 7     | 0     | 0     |
| 2014-2015             | Équateur              | Copa América 2015     | -              | -              | -              | -                 | -                 | -                 | 1              | 0              | 0              | -             | -             | -             | 1     | 0     | 0     |
| Total sur la carrière | Total sur la carrière | Total sur la carrière | 23             | 0              | 0              | 73                | 1                 | 0                 | 70             | 4              | 0              | 2             | 0             | 0             | 168   | 5     | 0     |

## Palmarès
- 167 sélections en équipe nationale (5 buts)
- Champion de l'Équateur en 1993 et 1994 avec le CS Emelec